# Lo specchio (Francesca Romana Perrotta)
Lo specchio è il secondo album della cantante Italiana Francesca Romana Perrotta , prodotto per Warner Music da Curci/EDEL.

## Tracce
CD, download digitale
1. Il tuo nome e il veleno
2. Giovanna la pazza
3. Canzone blu
4. Io e Biancaneve
5. L'estranea
6. Il poeta
7. Storia clandestina
8. Il lago
9. Contro il mio sguardo
10. Mad Maria
11. Il demone (feat. Cristian De André)